# روش‌شناسی علم انسانی
فصلنامه روش‌شناسی علوم انسانی اولین نشریه در عرصه روش‌شناسی علوم اجتماعی و علوم انسانی در ایران است که توسط گروه فلسفه علوم انسانی پژوهشگاه حوزه و دانشگاه منتشر می‌شود.
این نشریه تخصصی در پی تشکیل دفتر همکاری حوزه و دانشگاه در سال ۱۳۶۱ ابتدا با عنوان «فصلنامه حوزه و دانشگاه» در سال ۱۳۷۳ و با هدف ترویج افکار و اندیشه‌های این دفتر در جامعه علمی و دینی کشور تأسیس شد.
فصلنامه حوزه و دانشگاه در نیمه اول دهه ۷۰ از معدود نشریاتی بود که در ایران با مشارکت حوزویان و دانشگاهیان تدوین شد و به بررسی مناسبات علوم انسانی و معارف اسلامی پرداخت. این فصلنامه که تا شماره ۱۷ در قطع رحلی منتشر شد، دربردارنده بخش‌های مختلفی همچون مقالات تألیفی، ترجمه، مصاحبه، معرفی و نقد کتب و مقالات در حوزه علوم انسانی اسلامی بود.
درپی توسعه دفتر همکاری حوزه و دانشگاه به پژوهشگاه حوزه و دانشگاه و به دنبال تأسیس دپارتمان فلسفه علوم انسانی در سال ۱۳۸۴ در این پژوهشگاه به عنوان اولین دپارتمان دانشگاهی در این رشته در ایران، این نشریه از سال ۱۳۸۵ از شماره ۴۷ با عنوان «روش‌شناسی علوم انسانی» توسط این دپارتمان منتشر می‌شود.
جایگاه روش‌شناسی علوم انسانی در پیشبرد کمی و کیفی این دسته از علوم؛ بررسی تطبیقی روش‌شناسی علوم انسانی و علوم طبیعی؛ بررسی سیر تحول روش‌شناسی علوم انسانی؛ روش‌شناسی اندیشمندان مسلمان در مطالعات اجتماعی و موضوعاتی از این قبیل در این فصلنامه منتشر می‌شود.